# Patoum
Patoum (eigentlich René Ono-Dit-Biot, * 26. Mai 1911 in Boulogne-sur-Mer; † 5. April 2012 in Vers-sur-Selle, Département Somme) war ein französischer Jazz- und Unterhaltungsmusiker (Schlagzeug, Gesang, auch Klarinette und Trompete).

## Leben und Wirken
Patoum arbeitete nach der Kriegsgefangenschaft ab 1945 im Orchester von Jo Bouillon, mit dem er Joséphine Baker begleitete. In den folgenden Jahren arbeitete er bei Ray Ventura und in den frühen 1950er-Jahren bei Jacques Hélian, mit dem 1951 Plattenaufnahmen für Pathé entstanden. Als Sänger ist er bei Hélian zu hören in Titeln wie „Après la pluie, le beau temps“  (mit Ginette Garcin, Jo Charrier und Jean Marco). Als Musiker wirkte mit Hélians Orchester in den Spielfilmen Musique en tête (1951, Regie Georges Combret und Claude Orval), Romances et rythmes (1952) und Tambour battant (1953, beide von Georges Combret) mit.
In den späteren Jahren war Patoum als Schlagzeuger und auch als Klarinettist in verschiedenen Jazzbands aktiv wie den City Jazzers, meist mit seinem Freund André Paquinet. Patoum schrieb für Bourvil den Chanson „Môme rustine“. Patoum war auf lokaler Ebene bis Ende der 2000er-Jahre als Jazzmusiker tätig.